# Maybanke Anderson

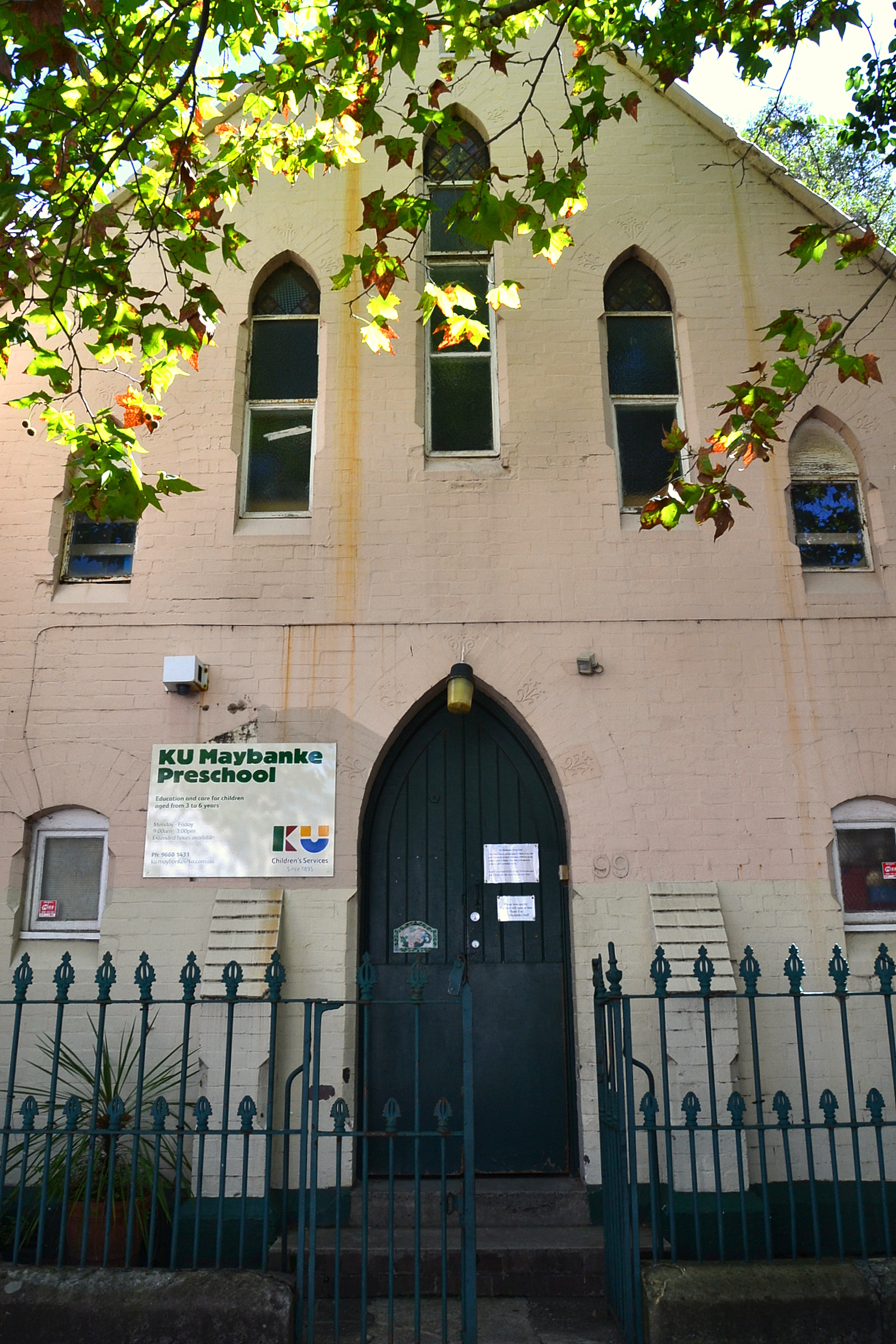
Jardin d'enfant Maybanke dans le New South Wales

Maybanke Anderson (17 février 1845 - 15 avril 1927), également connue sous le nom de Maybanke Wolstenholme était une réformatrice australienne, militante pour le suffrage des femmes.